# Abdallah Lamrani
Abdallah Lamrani (* 1946 in Rabat; † 14. April 2019) war ein marokkanischer Fußballspieler.

## Sportlicher Werdegang
Lamrani besuchte eine Schule, die einheimischen Marokkanern Französischunterricht erteilte, und kam dabei mit dem Fußball in Berührung. Als Aktiver spielte der Abwehrspieler in der Folge für FAR Rabat in der Botola und gewann bis zu seinem Karriereende 1976 mehrfach den Meistertitel.
Zwischen 1969 und 1974 lief Lamrani für die marokkanische Nationalmannschaft auf. Dabei nahm er an der Weltmeisterschaftsendrunde 1970 teil, bei der die Mannschaft am Ende der Gruppenphase ausschied. Zwei Jahre später gehörte er zum Kader bei den Olympischen Sommerspielen 1972. Im Turnierverlauf bestritt er fünf Spiele, als die Mannschaft die Zwischenrunde erreichte und dort die Spiele um die Medaillen verpasste. Zuvor hatte er mit der Auswahl am Afrika-Cup 1972 teilgenommen, dort aber nach drei Unentschieden die K.-o.-Phase verpasst.
Parallel zu seiner aktiven Laufbahn studierte Lamrani Sportwissenschaft und arbeitete später als Lehrer und Trainer.